# Canoa/kayak ai Giochi della XXIX Olimpiade - K2 1000 metri maschile

## Batterie
Hanno partecipato alle batterie di qualificazione 14 equipaggi, suddivisi in 2 batterie di qualificazione: i primi 3 di ogni batteria si sono qualificati direttamente per la finale, gli altri sono passati alla gara di semifinale.
- Lunedì 18 agosto 2008

| Pos | Atleta                                  | Paese     | Tempo    | Note |
| --- | --------------------------------------- | --------- | -------- | ---- |
| 1   | Martin Hollstein e Andreas Ihle         | Germania  | 3:15.987 | QF   |
| 2   | Kim Wraae Knudsen e René Holten Poulsen | Danimarca | 3:18.709 | QF   |
| 3   | Philippe Colin e Cyrille Carré          | Francia   | 3:18.968 | QF   |
| 4   | Kevin De Bont e Bob Maesen              | Belgio    | 3:21.604 | QS   |
| 5   | Shen Jie e Huang Zhipeng                | Cina      | 3:26.443 | QS   |
| 6   | Jose Giovanni Ramos e Gabriel Rodríguez | Venezuela | 3:31.569 | QS   |
| -   | Markus Oscarsson e Anders Gustafsson    | Svezia    | -        | SQ   |

| Pos | Atleta                              | Paese         | Tempo    | Note |
| --- | ----------------------------------- | ------------- | -------- | ---- |
| 1   | Zoltán Kammerer e Gábor Kucsera     | Ungheria      | 3:17.636 | QF   |
| 2   | Adam Seroczyński e Mariusz Kujawski | Polonia       | 3:18.282 | QF   |
| 3   | Andrea Facchin e Antonio Scaduto    | Italia        | 3:18.897 | QF   |
| 4   | Mike Walker e Steven Ferguson       | Nuova Zelanda | 3:19.167 | QS   |
| 5   | Krists Straume e Kristaps Zaļupe    | Lettonia      | 3:23.198 | QS   |
| 6   | Mika Hokajärvi e Kalle Mikkonen     | Finlandia     | 3:23.475 | QS   |
| 7   | Steven Jorens e Ryan Cuthbert       | Canada        | 3:29.037 | QS   |

## Semifinale
I primi tre equipaggi si sono qualificati per la finale.
- Mercoledì 20 agosto 2008

| Pos | Atleta                                  | Paese         | Tempo    | Note |
| --- | --------------------------------------- | ------------- | -------- | ---- |
| 1   | Krists Straume e Kristaps Zaļupe        | Lettonia      | 3:23.408 | QF   |
| 2   | Mike Walker e Steven Ferguson           | Nuova Zelanda | 3:23.511 | QF   |
| 3   | Shen Jie e Huang Zhipeng                | Cina          | 3:24.031 | QF   |
| 4   | Kevin De Bont e Bob Maesen              | Belgio        | 3:24.148 |      |
| 5   | Steven Jorens e Ryan Cuthbert           | Canada        | 3:26.635 |      |
| 6   | Mika Hokajärvi e Kalle Mikkonen         | Finlandia     | 3:27.018 |      |
| 7   | Jose Giovanni Ramos e Gabriel Rodríguez | Venezuela     | 3:27.423 |      |

## Finale
- Venerdì 22 agosto 2008

| Pos | Atleta                                  | Paese         | Tempo    |
| --- | --------------------------------------- | ------------- | -------- |
|     | Martin Hollstein e Andreas Ihle         | Germania      | 3:11.809 |
|     | Kim Wraae Knudsen e René Holten Poulsen | Danimarca     | 3:13.580 |
|     | Andrea Facchin e Antonio Scaduto        | Italia        | 3:14.750 |
| 4   | Adam Seroczyński e Mariusz Kujawski     | Polonia       | 3:14.828 |
| 5   | Zoltán Kammerer e Gábor Kucsera         | Ungheria      | 3:15.049 |
| 6   | Mike Walker e Steven Ferguson           | Nuova Zelanda | 3:15.329 |
| 7   | Philippe Colin e Cyrille Carré          | Francia       | 3:16.532 |
| 8   | Krists Straume e Kristaps Zaļupe        | Lettonia      | 3:19.387 |
| 9   | Shen Jie e Huang Zhipeng                | Cina          | 3:22.058 |